# Mignon Anderson
Pour l’article homonyme, voir Anderson.
Mignon Anderson est une actrice américaine, née le 31 mars 1892 à Baltimore (Maryland) et morte le 25 février 1983 à Burbank (Californie).

## Biographie
Mignon Anderson est la fille de Frank Anderson, un acteur ayant joué dans des vaudevilles et dans divers opéras, et de Hallie Howard, actrice elle aussi. Elle fait d'ailleurs quelques apparitions sur scène dès son enfance.
Elle se fiance avec Irving Cummings, mais quand sa famille découvre qu'il est juif et que la famille de son fiancé découvre qu'elle ne l'est pas, les fiançailles sont rompues. Elle se marie plus tard avec un autre acteur de l'équipe Thanhouser, J. Morris Foster.

### Carrière
Elle travaille comme modèle pour des vêtements et est ainsi remarquée par Edwin Thanhouser qui lui propose de tourner au cinéma, comme une seconde Mary Pickford. Elle restera sous contrat avec la Thanhouser Company pendant 6 ans.
Elle quitte avec son mari la Thanhouser en 1916 pour Ivan Productions, puis ils travaillent tous deux pour Universal. Après 1918, elle quitte Universal et travaille désormais en freelance,.

## Filmographie
- 1910 : The Winter's Tale de Theodore Marston et Barry O'Neil
- 1911 : Robert Emmet de J. Searle Dawley
- 1911 : Silas Marner de Theodore Marston
- 1911 : The Pied Piper of Hamelin de Theodore Marston
- 1911 : David Copperfield de Theodore Marston : Dora Spenlow
- 1911 : A Master of Millions : la femme du chasseur
- 1912 : As It Was in the Beginning
- 1912 : Nicholas Nickleby (en) de George Nichols : Madeline Bray
- 1912 : The Star of the Side Show de Lucius Henderson : la charmeuse de serpents
- 1912 : Dora Thorne de George Nichols : la mère de Dora
- 1912 : Her Secret de Lucius Henderson : la sœur avec un secret
- 1912 : On the Stroke of Five de Lucius Henderson
- 1912 : Farm and Flat de Lucius Henderson
- 1912 : The Finger of Scorn de Lloyd Lonergan : la femme du pasteur
- 1912 : The Merchant of Venice de Lucius Henderson : Jessica
- 1912 : Treasure Trove : la fille de la campagne
- 1912 : A New Cure for Divorce de Lloyd Lonergan : la mariée
- 1912 : Old Doctor Judd : la fille amoureuse
- 1912 : Big Sister : la grande sœur
- 1912 : When a Count Counted de Lloyd Lonergan : la sténographe en vacances
- 1912 : Lucile de Lucius Henderson : Constance
- 1912 : Orator, Knight and Cow Charmer de Lloyd Lonergan : la dessinatrice
- 1912 : At the Foot of the Ladder de Lloyd Lonergan : la débutante
- 1912 : Please Help the Pore de Lloyd Lonergan : la mère pauvre
- 1912 : Miss Robinson Crusoe
- 1912 : When Mercy Tempers Justice : la mère ruinée
- 1912 : The Truant's Doom : la mère de Tim
- 1912 : The Thunderbolt (en) de Colin Campbell : la fille de l'agent de change
- 1912 : Standing Room Only de Lloyd Lonergan : la cuisinière
- 1912 : A Will and a Way de Lloyd Lonergan : la sténographe
- 1912 : At Liberty -- Good Press Agent
- 1912 : With the Mounted Police de Lloyd Lonergan : la fiancée du policier
- 1913 : While Mrs. McFadden Looked Out : la fille de McFadden
- 1913 : Just a Shabby Doll : la femme
- 1913 : King René's Daughter de Eugene Moore (en)
- 1913 : Little Dorrit de James Kirkwood
- 1913 : Robin Hood de Theodore Marston : Ellen
- 1913 : A Daughter Worth While de Thomas N. Heffron : la fille du président
- 1913 : The Plot Against the Governor de Thomas N. Heffron : la sténographe
- 1913 : A Clothes-Line Quarrel : May, la femme de Tom
- 1913 : A Beauty Parlor Graduate : May, la femme de jack
- 1913 : Sherlock Holmes Solves the Sign of the Four
- 1913 : Half Way to Reno : la femme
- 1913 : A Mystery of Wall Street
- 1913 : A Victim of Circumstances
- 1913 : A Pullman Nightmare : la mère
- 1913 : A Business Woman : la fille de la femme d'affaires
- 1913 : The Children's Conspiracy : la jeune enseignante
- 1913 : The Girl and the Grafter : la journaliste
- 1913 : The Patriot : la fille du patriote
- 1913 : The Woman Who Did Not Care
- 1913 : Babies Prohibited : la femme
- 1913 : Willie, the Wild Man
- 1913 : When Darkness Came : May, l'aveugle
- 1913 : Her Two Jewels : la fille chez le teinturier
- 1913 : The Spirit of Envy
- 1913 : Proposal by Proxy
- 1913 : The Old Folks at Home
- 1914 : Pamela Congreve
- 1914 : Two Little Dromios
- 1914 : Turkey Trot Town
- 1914 : An Elusive Diamond : Bettina
- 1914 : Why Reginald Reformed : Margery, la femme de Reginald
- 1914 : The Golden Cross
- 1914 : The Scientist's Doll
- 1914 : Guilty or Not Guilty : May McGuire
- 1914 : When Sorrow Fades : Maud Kensington
- 1914 : The Tin Soldier and the Dolls
- 1914 : Beating Back
- 1914 : When Algy Froze Up : May Gray
- 1914 : From the Flames : May, la nièce de Gray
- 1914 : Getting Rid of Algy : May, une actrice
- 1914 : Lost: A Union Suit
- 1914 : A Dog of Flanders : Aloïs, la fille du meunier
- 1914 : Rivalry : Ruth Travis
- 1914 : The Man Without Fear : Ruth Sinclair
- 1914 : The Million Dollar Mystery
- 1914 : The Harlow Handicap : Mignon Carnes
- 1914 : The Substitute : Ruth Sinclair & Ann Haggerty
- 1914 : The Messenger of Death : May
- 1914 : The Guiding Hand : Mignon, une aveugle
- 1914 : Stronger Than Death : Mignon Brett
- 1914 : Conscience : Nell Gleason, la femme de Jack
- 1914 : Jean of the Wilderness : Grace Halton
- 1914 : The Terror of Anger
- 1914 : A Denver Romance : Ann
- 1914 : Naidra, the Dream Woman : Naidra
- 1914 : When East Meets West
- 1914 : A Hatful of Trouble
- 1914 : Lucy's Elopement : Lucy Jenkins
- 1915 : The Bridal Bouquet
- 1915 : Her Menacing Past
- 1915 : An Inside Tip
- 1915 : A Yellowstone Honeymoon
- 1915 : In the Jury Room
- 1915 : The Shoplifter
- 1915 : The Magnet of Destruction
- 1915 : The Reformation of Peter and Paul
- 1915 : A Scientific Mother
- 1915 : The Song of the Heart
- 1915 : The House That Jack Moved
- 1915 : The Girl of the Sea
- 1915 : Innocence at Monte Carlo
- 1915 : A Maker of Guns
- 1915 : Madame Blanche, Beauty Doctor : Betty
- 1915 : Dot on the Day Line Boat
- 1915 : Outcasts of Society
- 1915 : Milestones of Life : Pauline Avon, adulte
- 1915 : The Revenge of the Steeple-Jack
- 1915 : A Message Through Flames
- 1915 : The Price of Her Silence : la sœur cadette
- 1915 : John T. Rocks and the Flivver
- 1915 : At the Patrician Club
- 1915 : The Mill on the Floss : Maggie Tulliver
- 1916 : The Woman in Politics : Dr. Beatrice Barlow
- 1916 : The Knotted Cord : Portia
- 1916 : The City of Illusion : Claire Burton
- 1916 : Her Husband's Wife : Viola
- 1916 : Pamela's Past
- 1917 : Perils of the Secret Service
- 1917 : Even As You and I : Selma
- 1917 : The Phantom's Secret : Jeanne de Beaulieu
- 1917 : A Young Patriot
- 1917 : The Circus of Life : Kate
- 1917 : The Hunted Man
- 1917 : Meet My Wife
- 1917 : A Wife on Trial : Phyllis Narcissa
- 1917 : The Master Spy
- 1918 : The Claim : Kate MacDonald
- 1918 : The Shooting Party
- 1919 : The Secret Peril
- 1919 : The Midnight Stage : Mary Lynch
- 1919 : Blind Man's Eyes : Edith Overton
- 1919 : Marry My Wife
- 1919 : The House of Intrigue : Clarissa Rhinelander Bartlett
- 1920 : King Spruce : Elva Barrett / Kate Arden
- 1920 : Mountain Madness : Enid Forsythe
- 1920 : The Heart of a Woman : Mrs. Robinson
- 1921 : Cupid's Brand : Neva Hedden
- 1922 : Kisses : Bessie Neldon